# Лаерт
Лае́рт (грец. Laërtes) — персонаж давньогрецької міфології, син Аркесія та Халкомедуси, батько Одіссея.